# Broken Water Bay
Die Broken Water Bay (auch: Anse aux eaux trouble, in der deutschen Kolonialzeit auch Brecher Bucht genannt) ist eine Bucht, die in den Provinzen East Sepik (westlich) und Madang (östlich) an der Nordostküste von Papua-Neuguinea liegt. Sie ist damit Teil der Bismarcksee.

## Geographie
Die Bucht ist etwa zwanzig Kilometer breit und reicht etwa neun Kilometer tief ins Land hinein. Am äußeren nordwestlichen Punkt (etwa bei Cape Wabus) wird die Bucht durch die Mündung des Sepik begrenzt, während sie im Osten an der Mündung des Ramu mit dem hier gelegenen Venus Point (ehemals Venus Huk) endet. Somit münden zwei der größten Ströme des Landes in unmittelbarer Nähe der Bucht.
Die Siedlung Watam mit der gleichnamigen Lagune liegt im Hinterland der Bucht.

## Geschichte
1827 wurde die Bucht von dem französischen Forschungsreisenden Dumont d’Urville aus europäischer Sicht entdeckt und Anse aux eaux trouble getauft. 1885 wurde die Bucht von Otto Finsch auf der Samoa im Rahmen seiner Südsee-Expeditionen erneut besucht.
Ab 1899 war die Gegend um die Bucht Teil der deutschen Kolonie Neuguinea.
1920 kam Neuguinea unter australische Mandatsverwaltung. Während des Zweiten Weltkriegs am 18. Dezember 1942 besetzte die japanische Armee die Bucht und nutzte diese als Ankerplatz. Nach der Kapitulation Japans nahm Australien die Gegend erneut unter Mandatsverwaltung.
1975 wurde sie Teil des unabhängigen Staates Papua-Neuguinea.